# 仁多山
仁多山（にたさん）は北海道の川上郡弟子屈町にある標高420.5mの山である。山頂には一等三角点「仁井田山」が設置されている。

## 概要
阿寒知床火山列を構成する摩周火山の一つである三等三角点「摩周湖峰」 (683.2m)から少し東側にある無名峰から南に伸びた尾根上に位置し、緩やかな山頂部が特徴的である。また北海道には11個しかない天測点が設置されている。
山名は仁多川に由来する。古名は「ニタトロマップ」であり、アイヌ語で「湿地の所にあるもの」を意味するとされる。
登山道は存在しないものの無雪期に登られることは少なくない。仁多山南側を通る林道から山頂へ直登するのがメインルートで、笹原の山頂には天測点の碑が目立つ。